# Манасерян, Татул Норайрович
Татул Норайрович Манасеря́н (арм. Թաթուլ Մանասերյան, 14 апреля 1960, Ереван) — армянский научный и политический деятель.
- 1984 — окончил экономический факультет Киевского государственного университета. Экономист. Доктор экономических наук, профессор.
- С 1983 — преподает в университетах Армении и зарубежных стран.
- 1984—1989 — работал в Армянском филиале НИИ планирования и нормативов Госплана СССР руководителем научной группы.
- 1989—1990 — главный советник председателя Торгово-промышленной палаты Армении.
- 1990—1991 — генеральный директор фонда им. А. Сахарова.
- 1991—1992 — директор представительства канадской компании «Арментрейд».
- 1992—1997 — председатель Калифорнийской консалтинговой компании «Арментрейд Калифорния».
- 1993—1997 — профессор Редлендского университета Южной Калифорнии.
- 1997—1998 — руководитель учебного центра Армянского агентства развития.
- 1998—1999 — председатель экономической комиссии политсовета президента Армении.
- 1999—2000 — председатель Армянского союза развития туризма.
- 2000—2001 — советник министра иностранных дел Армении и начальник отдела международных организаций.
- 2001—2002 — начальник международного отдела управления по чрезвычайным ситуациям при правительстве Армении.
- 2002—2003 — научный руководитель центра стратегических и национальных исследований.
- 2003 — учредитель исследовательского центра «Альтернатива».
- 2003—2007 — был депутатом парламента. Член постоянной комиссии по финансово-кредитным, бюджетным и экономическим вопросам. Беспартийный.
- Автор 10 монографий и свыше 500 научных статей.

## Награды
- Медаль «За вклад в развитие Евразийского экономического союза» (29 мая 2019 года, Высший Евразийский экономический совет)[1].